# 新富町 (静岡市清水区)
新富町（しんとみちょう）は、静岡市清水区の地名。丁番を持たない単独町名である。住居表示は実施済み。

## 地理
北及び東で入江、南で浜田町、西で入江南町と淡島町に隣接する。
清水区の中心部に位置する住宅街で、東海道本線が町内の南部を通過する。

## 歴史

### 沿革
- 1889年（明治22年）4月1日 - 町村制の施行により、入江町、元追分村、上清水村が合併して有渡郡入江町が発足。
- 1896年（明治29年）4月1日 - 郡制の施行により所属郡が安倍郡に変更。
- 1924年（大正13年）2月11日 - 入江町が清水町、不二見村、三保村が合併して清水市が発足。
- 1970年（昭和45年）10月1日 - 入江の一部より新富町が新設され、住居表示化。
- 2003年（平成15年）4月1日 - 清水市が静岡市と合併し、改めて静岡市が発足。新富町は「清水新富町」に改称。
- 2005年（平成17年）4月1日 - 静岡市が政令指定都市に移行し、旧町域は清水区となる。清水新富町は「新富町」に改称。

## 世帯数と人口
2021年（令和3年）9月30日現在の世帯数と人口は以下の通りである。
| 大字   | 世帯数  | 人口  |
| ------ | ------- | ----- |
| 新富町 | 215世帯 | 418人 |

## 小・中学校の学区
市立小・中学校に通う場合、学区は以下の通りとなる。
| 番・番地等 | 小学校                 | 中学校                 |
| ---------- | ---------------------- | ---------------------- |
| 全域       | 静岡市立清水入江小学校 | 静岡市立清水第八中学校 |

## 交通

### 鉄道
- 町内に駅はないが、東海道本線が町内の南部を通過する。最寄駅は静岡鉄道静岡清水線の入江岡駅。

### バス
- 町内にバス停はない。最寄駅はしずてつジャストラインの「浜田町」停留所か「入江岡駅前」停留所。

### 道路
- 静岡県道75号清水富士宮線
- 柳宮通り

## 施設
- 若宮八幡神社
- 高良眼科医院